# Blockbuster Entertainment Awards 2001
L'8ª edizione dei Blockbuster Entertainment Awards si è svolta nel 2001 nello Shrine Auditorium di Los Angeles.

## Vincitori e candidati

### Miglior attrice esordiente
- Teri Polo per Ti presento i miei